# بيرغل (أرومية)
بيرغل هي قرية في مقاطعة أرومية، إيران. يقدر عدد سكانها بـ 210 نسمة بحسب إحصاء 2016.